# Vidošiči
Vidošiči so naselje v Občini Metlika.